# Đại học Nhà vua Luân Đôn
Đại học Nhà vua Luân Đôn (King's College London, gọi tắt là KCL hoặc King's), là một trường đại học nghiên cứu công lập ở Luân Đôn, Anh. Trường được thành lập theo một hiến chương hoàng gia được ban hành vào năm 1829, dưới sự bảo trợ của George VI và Công tước xứ Wellington. Vào năm 1839, King's và một trường đại học khác trở thành 2 thành viên đầu tiên của liên đoàn Đại học Luân Đôn. Theo bảng xếp hạng QS năm 2024, đây là trường đại học tốt thứ 40 trên thế giới.
King's có tổng cộng năm khuôn viên tất cả: Khuôn viên Strand ở trung tâm Luân Đôn, ba khuôn viên khác nằm bên bờ sông Thames (Guy's, St Thomas' và Waterloo), và một khuôn viên tại Denmark Hill ở nam Luân Đôn. Trường đại học được chia ra làm 9 phân khoa đại học, với mỗi phân khoa được phân chia thành nhiều ban, trung tâm, và bộ phận nghiên cứu. Vào năm học 2022/23, King's có tổng kinh phí 1,23 tỷ bảng, với 236,3 triệu bảng đến từ các hợp đồng và khoản tài trợ nghiên cứu. Mỗi năm, có hơn 70.000 đơn đăng ký nhập học vào chương trình đào tạo đại học của trường.
Trong số các giảng viên và cựu sinh viên của King's, có 14 người đoạt giải Nobel; có những người đã góp phần khám phá ra cấu trúc của ADN, viêm gan C, bộ gen viêm gan D và hạt Higgs; có những người đi đầu trong lĩnh vực thụ tinh trong ống nghiệm và nhân bản tế bào gốc/động vật có vú; và những nhà nghiên cứu chủ chốt trong sự phát triển của radar, radio, ti vi và điện thoại di động. Không chỉ là những nhân vật quan trọng trong lĩnh vực khoa học, cựu sinh viên của trường còn bao gồm các nguyên thủ quốc gia, người đứng đầu chính phủ và các tổ chức quốc tế; 19 thành viên Viện Thứ dân hiện tại, 2 Chủ tịch Hạ Nghị viện Anh Quốc và 17 thành viên của Viện Quý tộc; và 3 người từng đoạt giải Oscar, 3 người thắng giải Grammy, một người thắng giải Emmy, một người đoạt giải Quả cầu vàng và một người nhận được Giải Booker.